# Eksjö-Tidningen
Eksjö-Tidningen var en lokaltidning för Eksjö under tiden 1884 till 1959.
Eksjö-Tidningen, som var äldst av stadens tidningar, hade tidningsproduktion och egen press på Stora Torget i Eksjö mitt emot konkurrenten Smålands-Tidningens entré. Företaget producerade även Vetlanda-Posten till 1915 och Nässjö-Tidningen till 1944.
Eksjö-Tidningen blev tredagarstidning 1911 och sexdagarstidning 1944 men lades ner 1959. 
Varumärket Eksjö-Tidningen ägs i dag av tidningsmannen Bo G. Lundberg (född 1938) vilken använder titeln för ett lokalt annonsblad som utkommer en gång i månaden.

## Ansvariga utgivare
Angivna titlar synes härröra från tidpunkten då utgivningsbeviset utfärdats.
- 1885–1910 – boktryckaren Frans Ludvig Holmström (1856–1926)
- 1910–1913 – redaktören John Mauritz Linder (1882–1946), son till Mauritz Linder
- 1913–1915 – direktören Frans Leonard Bäckström (1882–1954)
- 1915–1917 – underlöjtnant Frans Georg Linder (1892–1961)
- 1917–1921 – kamreren Tor Vilhelm Alexander Normelli (1884–1950)
- 1921–1926 – grosshandlaren Gustaf Carlsson Robsahm (1885–1958)
- 1926–1935 – redaktören Lars Hugo Vindician Holmberger (1873–1935)
- 1935–1945 – direktören Ester Victoria Carlsohn
- 1945–1955 – redaktionssekreteraren Elsa Iwar (1904–1990)
- 1955–1958 – redaktören Ernst Gösta Ekberg
- 1958–1959 – redaktören Karl Helmer Asp

## Redaktörer
- 1900–1910 – Frans Holmström
- 1910–1913 – John Linder
- 1913–1915 – Frans Bäckström
- 1915–1916 – Ph. Johansson
- 1915–1935 – L.H.V. Holmberger
- 1935–1940 – Gösta Stenstrand
- 1940–1941 – Erik G. Ewerth
- 1942–1944 – Holger Ledung
- 1944–1957 – Elsa Iwar
- 1957–1958 – Gösta E. Ekberg
- 1958–1959 – Karl H. Asp